# Округ Џонсон (Вајоминг)
Округ Џонсон (енгл. Johnson County) је округ у америчкој савезној држави Вајоминг.

## Демографија
По попису из 2010. године број становника је 8.569, што је 1.494 (21,1%) становника више него 2000. године.
| Група             | 2000.         | 2010.         |
| Белци             | 6.771 (95,7%) | 8.092 (94,4%) |
| Афроамериканци    | 6 (0,1%)      | 14 (0,2%)     |
| Азијати           | 8 (0,1%)      | 38 (0,4%)     |
| Хиспаноамериканци | 148 (2,1%)    | 276 (3,2%)    |
| Укупно            | 7.075         | 8.569         |